# 鈴木浩 (外交官)

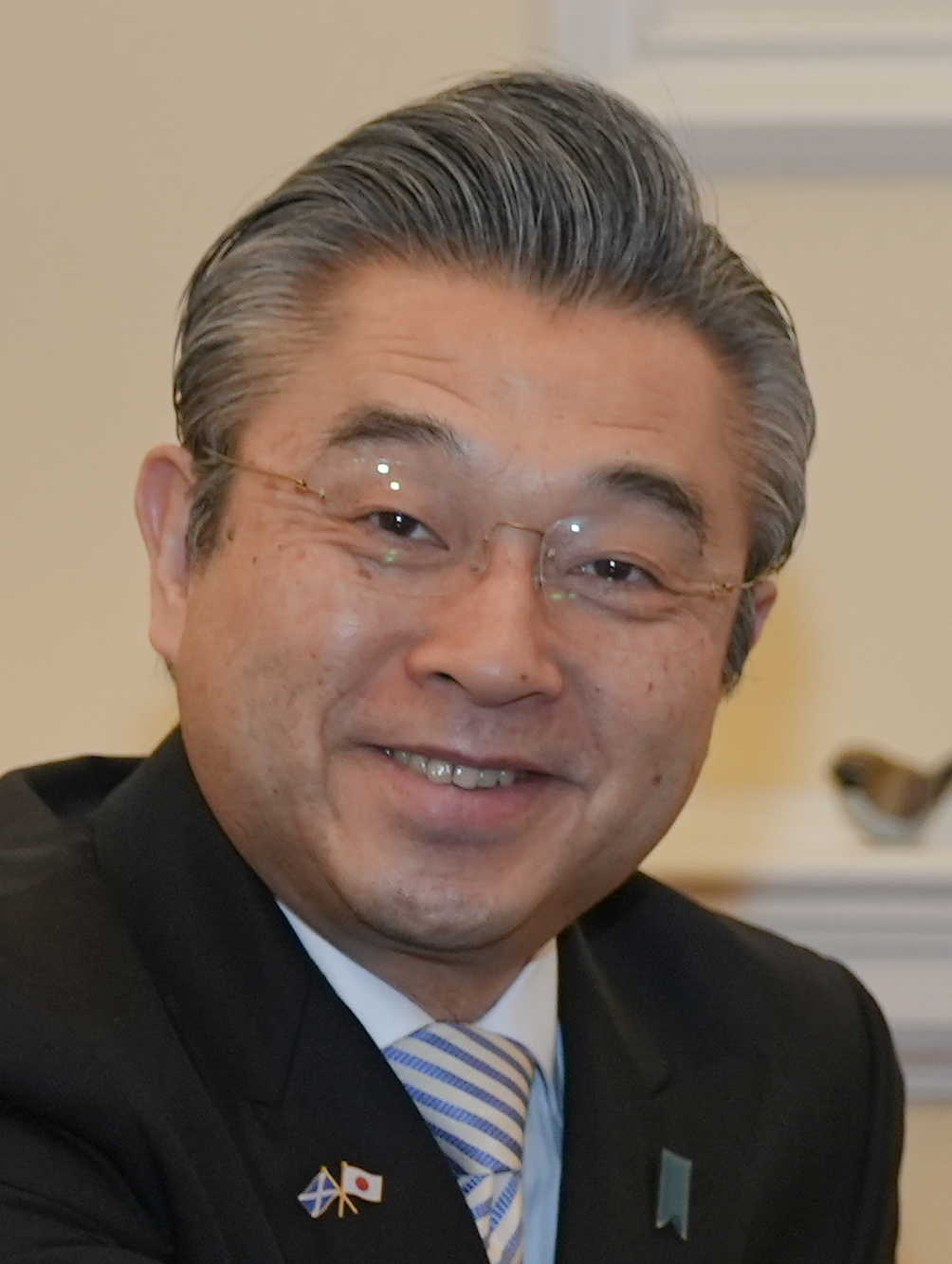
2025

鈴木 浩（すずき ひろし、1961年6月5日 - ）は、日本の外交官。安倍晋三内閣官房長官秘書官、安倍晋三内閣総理大臣秘書官、外務審議官（経済担当）、インド兼ブータン大使を経て現在はイギリス大使。

## 経歴・人物
京都府京都市生まれ。宇治市育ち。洛星中学校・高等学校を経て、1985年東京大学法学部卒業、外務省入省。1986年から1988年までタフツ大学フレッチャースクールで研修。
1988年在アメリカ合衆国日本国大使館書記官（総務）。1989年在アメリカ合衆国日本国大使館書記官（儀典）。1990年外務省南アジア担当官。1992年外務省北米局北米第一課課長補佐。1995年外務省WTO担当課課長補佐。1997年外務省欧亜局西欧第一課首席事務官。1999年在イタリア日本国大使館参事官（政務）。2001年在イラン日本国大使館参事官（政務）。2004年外務省国際情報統括官組織国際情報官（第四担当）。2005年安倍晋三内閣官房長官秘書官。2006年内閣官房内閣広報室内閣副広報官。2008年外務省国際報道官。2009年在大韓民国日本国大使館公使（総務部長）。2010年在韓日本国大使館公使（公報文化院長）。
2011年在英国日本国大使館公使。2012年安倍晋三内閣総理大臣秘書官。2020年外務審議官（経済担当）。2022年外務省大臣官房付。2022年インド兼ブータン大使、2024年イギリス大使。
2025年1月、ウェールズにおける日本関連イベント出席に先立ち、ウェールズ国歌「我が父祖の土地」をウェールズ語で歌唱した動画をＸ（旧ツイッター）で投稿したことが話題となり、BBCやITVなどの現地メディアに取り上げられた。

## 同期
- 相木俊宏（21年タジキスタン大使）
- 磯俣秋男（24年スリランカ大使・21年アラブ首長国連邦大使）
- 市川とみ子（23年軍縮会議代表部大使）
- 伊藤恭子（23年チリ大使・20年エチオピア大使）
- 稲垣久生（23年トンガ大使）
- 大菅岳史（22年チュニジア大使・19年国連次席大使・18年外務報道官・17年アフリカ部長）
- 大森摂生（22年ボツワナ大使）
- 島田順二（21年メルボルン総領事）
- 清水信介（22年特命全権大使（アフリカ開発会議（TICAD）担当兼アフリカの角地域関連担当、国連安保理改革担当、安保理非常任理事国選挙担当）・18年チュニジア大使）
- 鈴木秀生（24年特命全権大使（広報外交担当兼国際保健担当、メコン協力担当）・20年チェコ大使・19年国際協力局長・17年地球規模課題審議官）
- 鈴木亮太郎（21年アイスランド大使）
- 滝崎成樹（20年内閣官房副長官補・19年アジア大洋州局長）
- 竹内一之（22年ザンビア大使）
- 垂秀夫（20年中国大使・19年官房長）
- 中前隆博（22年スペイン大使・19年アルゼンチン大使・17年中南米局長）
- 橋本尚文（22年特命全権大使（人権担当兼国際平和貢献担当）・20沖縄大使・18年イラク大使）
- 福島秀夫（21年パナマ大使・18年ヒューストン総領事）
- 前田徹（21年ブルネイ大使）
- 三澤康（25年関西担当大使・22年タンザニア大使）
- 水嶋光一（21年イスラエル大使・19年領事局長）
- 水越英明（24年スウェーデン大使・21年スリランカ大使・20年国際情報統括官）
- 武藤顕（23年ロシア大使・22年外務省研修所長）
- 森美樹夫（23年ニューヨーク総領事・21年領事局長）
- 山元毅（23年ペルー大使・19年グアテマラ大使・17年東京都外務長）